# Marco Cuccurin
Marco Cuccurin (Pula, 4. lipnja 2001.) hrvatski je pjevač, YouTuber i influencer. 

## Životopis
Godine 2016. pokrenuo je vlastiti kanal na YouTubeu pod nazivom Marco Cuccurin na kojemu se bavi šminkom i raznim lifestyle temama. Široj je javnosti postao poznat iste godine kada je sudjelovao u RTL-ovom pjevačkom showu Zvjezdice, a 2018. sudjelovao je i u Zvijezdama. Svoj prvi singl "Luda je noć" objavljuje 4. lipnja 2021. godine. Godine 2022. zajedno s mentoricom Miom Negovetić pobjeđuje u jedanaestoj sezoni HRT-ovog showa Zvijezde pjevaju. Također je odnio pobjedu i u jedanaestoj sezoni Plesa sa zvijezdama 2023. godine.
Cuccuin je otvoreno biseksualan, što je objavio u jednome od svojih YouTube videa 2020. godine.  Od tada javno govori o svojoj seksualnosti i bavi se LGBT temama na svojim društvenim mrežama.

## Diskografija

### Singlovi
- "Luda je noć", 2021.

## Filmografija

### Televizija
| Godina | Naslov             | Uloga | Opis                  |
| ------ | ------------------ | ----- | --------------------- |
| 2016.  | Zvjezdice          | Marco | natjecatelj 2. sezone |
| 2018.  | RTL Zvijezde       | Marco | natjecatelj 2. sezone |
| 2022.  | Zvijezde pjevaju   | Marco | pobjednik 11. sezone  |
| 2023.  | Ples sa zvijezdama | Marco | pobjednik 11. sezone  |

## Vanjske poveznice
- Službeni kanal na Youtubeu
- Službena stranica na Instagramu
- Službena stranica na Spotifyu